# Домагой Вида
Домагой Вида (на хърватски: Domagoj Vida) е хърватски футболист, защитник, който играе за гръцкия АЕК Атина.

## Кариера
Вида е юноша на Осиек, като преди това е бил и в школата Йединство Дони Михоляц. От сезон 2006/07 е в първия състав на Осиек. Там остава до 2010 г., когато е продаден на германския Байер (Леверкузен). Взима участие в 8 мача от Лига Европа, а в Първа Бундеслига дебютира на 5 март 2011 г. срещу ВФЛ Волфсбург. На 14 юни 2011 г. преминава в Динамо (Загреб). На 25 юли 2012 г. вкарва победното попадение срещу българския шампион Лудогорец (Разград).
На 24 септември 2012 г. е изгонен от първия отбор и свален от клубния автобус, след като си отваря бира на път за мач за купата. Глобен е и 100 000 евро. На 2 януари 2013 г. е закупен от Динамо (Киев) за сумата от 6 млн. евро. На 17 май 2015 г. Вида отбелязва решаващият гол срещу Днипро Днипропетровск, който гарантира титлата за Динамо.

## Отличия

### Динамо (Загреб)
- Първа хърватска футболна лига (1): 2011/12
- Носител на Купата на Хърватия (1): 2012

### Динамо (Киев)
- Украинска Премиер лига (2): 2014/15, 2015/16
- Носител на Купата на Украйна (2): 2014, 2015

### Бешикташ
- Турска Суперлига (1): 2020/21
- Носител на Купата на Турция (1): 2021
- Носител на Суперкупата на Турция (1): 2021

### АЕК (Атина)
- Гръцка Суперлига (1): 2022/23
- Носител на Купата на Гърция (1): 2023

### Хърватия
- Трето място и бронзов медал на Световното първенство по футбол 2022 в  Катар.[8]